# Dynastia Obrenowiciów

Herb Królestwa Serbii, przyjęty przez Milana I, obecnie od 2004 herb państwowy Republiki Serbii

Dynastia Obrenowiciów (serb. Обреновићи, Obrenovići) – dynastia książąt i królów serbskich panujących w XIX wieku i na pocz. XX wieku. Konkurowała o władzę z dynastią Karadziordziewiciów.

## Władcy Serbii z dynastii Obrenowiciów
- Miłosz Obrenowić, zwany Miłosz Wielki, (1815–1839, 1858–1860)
- Milan Obrenowić (13 czerwca 1839 – 9 lipca 1839)
- Michał Obrenowić (Mihailo) (9 lipca 1839 – 6 września 1842; 26 września 1860 – 10 lipca 1868)
- Milan I Obrenowić (11 lipca 1868 – 6 marca 1889), pierwszy król Serbii (od 1882)
- Aleksander Obrenowić (1889–1903), drugi król Serbii